# Archivář

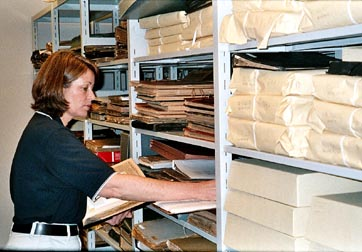
Archivářka, která se probírá neuspořádaným archivním materiálem

Archivář je odborný pracovník archivu, který provádí výběr archiválií z dokumentů pocházejících od jejich původců (v rámci tzv. předarchivní péče) nebo z dokumentů nabídnutých archivu a zajišťuje jejich evidenci, uložení, ochranu a zpřístupnění veřejnosti. Dokumenty, které archivář vybere a určí k uložení do archivu, se nazývají archiválie. Jako archiválie slouží písemnosti jako listiny, rukopisy, tisky, ale také obrazový materiál v podobě kreseb, maleb, negativů i pozitivů fotografií či filmy.
Jednotlivé soubory archiválií, které vznikly z činnosti jednoho subjektu (fyzické nebo právnické osoby), se nazývají archivní fondy. V případě fyzických osob se nazývají osobní fondy. Jinými soubory archiválií jsou archivní sbírky složené z archiválií navzájem propojených jedním nebo několika společnými znaky. Obor, který se zabývá prací archivářů a archivy, se nazývá archivnictví. Vedle archivnictví archivář obvykle ovládá dějiny práva, dějiny správy, pomocné vědy historické a starší vývojové stupně jazyků.
Archivář je většinou vysokoškolsky vzdělaný pracovník, v České republice zpravidla absolvent dvouoborového studia pomocné vědy historické a archivnictví a historie. Proto mívá často i druhou specializaci jako historik. Středoškolský archivář je absolventem Archivní školy.

## Někteří významní čeští archiváři a archivářky
- Vácslav Babička
- Karel Beránek (1924-2015)
- Antonín Boček
- Jaromír Čelakovský
- Sáša Dušková
- František Dvorský
- Josef Emler
- Karel Jaromír Erben
- Gustav Friedrich
- Antonín Gindely
- Antonín Haas
- Ivan Hlaváček
- Václav Hlavsa
- Zdeňka Hledíková
- Kamil Krofta
- Václav Letošník
- Bedřich Mendl
- Jan Bedřich Novák
- František Palacký
- František Martin Pelcl
- Jiří Pešek
- Jiří Spěváček
- Jindřich Šebánek
- Mojmír Švábenský
- Josef Teige
- Václav Vladivoj Tomek
- Josef Válka
- Václav Vojtíšek
- Miroslav Gerhard